# Live EP (Live at Fashion Rocks)
Live EP (Live at Fashion Rocks) zajednički je koncertni EP Arcade Firea i Davida Bowieja. Snimljen je 8. rujna 2005. u Radio City Music Hallu u New Yorku na godišnjoj dobrotvornoj aukciji Fashion Rocks. Izdanje je objavljeno preko iTunesa, a svi prihodi od njegove prodaje bili su namijenjeni za žrtve Uragana Katrina.

## Popis pjesama
| Br. | Skladba         | Autor       | Trajanje |
| --- | --------------- | ----------- | -------- |
| 1.  | »Life on Mars?« | David Bowie | 4:54     |
| 2.  | »Wake Up«       | Arcade Fire | 5:43     |
| 3.  | »Five Years«    | David Bowie | 3:46     |

## Vanjske poveznice
- Diskografija Arcade Firea  Arhivirana inačica izvorne stranice od 22. travnja 2009. (Wayback Machine)